# بوغلاركا كاباش
بوغلاركا كاباش (من مواليد 22 أبريل 1993) هي سباحة مجرية حصلت على الميدالية الذهبية  ضمن بطولة العالم للألعاب المائية 2019 في غوانغجو في سباق 200 متر فراشة وحاصلة على الميدالية البرونزية في الألعاب الأولمبية الصيفية 2016 في ريو دي جانيرو في سباق 800 متر حرة.